# Branko Jovanović Vunjak - Brendi
Branko Jovanović Vunjak – Brendi, slovenski pevec in pisec pop glasbe, * 28. april 1962, Šentjernej, † 19. junij 2011, Lipica.
Do male šole (1968) je živel pri rejniški družini (Kromar) na Rojah pri Šentjerneju na Dolenjskem, potem pa je v Ljubljani končal osnovno in srednjo elektro šolo.
Brendi je začel prve pesmi pisati že v osnovni šoli. Kariero je začel kot kitarist na zabavah, učil pa se je tudi violine. V vojski je igral v skupini Artiljerac, sicer pa je igral z ansambli po ljubljanskih kavarnah in barih. Prvi studijski posnetek njegove avtorske pesmi je bila Rumena oblekica, posneta v studiu Dareta Novaka. Z Draganom Trivičem (kasnejši bobnar skupine Agropop) sta ustanovila band Beli med. Sledili so nastopi po veselicah in šolah.
Opazil ga je Miro Čekeliš, ki ga je po odhodu Božidarja Wolfanda povabil v skupino Rendez-Vous, v kateri ni bil dolgo. Po odhodu se je pridružil ansamblu Amadeus Toneta Dimnika - Čoča (bobnar skupine Gu-Gu).
Kmalu je odšel iz tega ansambla in ustanovil skupino Don Juan. Skoraj istočasno je izdal ploščo Mandarina, ki se je prodala v nakladi 100.000 izvodov.
Med tem, ko je nastopal z Don Juan je spoznal Hajdi Korošec, ki je bila zvezda 90-ih v Sloveniji. Postala je Brendijeva varovanka, s katero se je pogovarjal na ure o njenem življenju, da bi ustvarila čim boljše pesmi, kot na primer: Oblečem si oblekico, Naš kuža, Nisem važna, itd.
Po razpadu skupine Don Juan leta 1996, je kariero nadaljeval predvsem v duetu s Koradom Buzetijem, nastopal pa je tudi samostojno. Umrl je med nastopom v Lipici zaradi odpovedi srca.
Pisal je tudi za druge izvajalce, kot so: Vili Resnik (Odiseja), Pop Design (Nekoč bom zbral pogum), Miša Molk (Kdo upa si v moje dvorce), Anita Zore (Vse bi zate dala), Claudia (Vse najboljše za tvoj rojstni dan, En, dva, tri, Uspavanka), Andreja Pinotič (V meni ni več moči, Preko Mure, Kaj mi te je spremenilo, Iskra sreče, Tu sem rodila se), Rok in Polona Petovar (Praviva si same bedarije, Čira čara, Veseli Muzikant), Ansambel Krila (Tvoja bom), Marinero (Pa sem postal falot), Mateja Jan (Veš oče, Stoj malo, Ti boš moj), Andreja Makoter (Moj vojak), Ansambel Petovio (Ne zaljubi se v obraz, Ljubim te, Za ljubezen sta potrebna dva, Kako bi,  Rada ti povedala, Naj ustavi se korak), Sandra Šušteršič Simonič (Ura je polnoči, Je ljubezen to morda, Naj vedo, Od takrat, Glava zmešana, Šolska ljubezen), Ansambel Tulipan (Fina dama), Majda Arh (Pošlji mu veter pozdrav, Poletno dekle), Irena Vrčkovnik (Uspavanka), Miha Balažič (Jutri sin vaš bo postal vojak, Julija), Moni – Simona Pučko (Pa naj bo), Sendi (Ti ne veš), Korado Buzeti (Gospa moj poklon – duet z Meri Avsenak, Žena me je zapustila, Ljubimec sem, Na vašem licu je lep izraz, Sem pravi primorec, Solza se bo posušila, Vem, da me varaš, Mustafa, Sram me je ko solze tečejo, Recite ji angeli, ...), Natalija Verboten (Naj angeli te čuvajo), Viktorija (Zadnji poljub), Boris Kopitar (Bo moj vnuk še pel slovenske pesmi, Ko šmarnice spet zadrhtijo, Nocoj te ujel bom v svoje sanje, Vsak pač po svoje), Ptujskih 5 (Nasvidenje, Ne ubijajte me, Solze imaš v očeh moja mama, Rane naj skelijo, Sanjam, Ženi se dragi moj, Mama njega sem ljubila, Nocoj spet misli tavajo, Tudi angeli se jočejo, Rada bi spet ljubila te, Poročni valček, Ne ubijajte me), Helena Blagne (Samo ti, Naj nihče me ne zbudi, Bodi srečen Bambino), Bazar (Na glavo si klobuk bom dal), Dolores in Skupina Amigos (Vem jokala bom), Komet (Ana, Nina, Pozabi, ...).
Že v osemdesetih letih je ustanovil založbo Mandarina, nato pa začel vlagati v nepremičnine v Ljubljani in na otoku Krk. Ukvarjal se je tudi s turizmom.
Nekaj ur po nastopu v Lipici 18. junija 2011 mu je odpovedalo srce in 19. junija je umrl.
Imel je hčer Tino (1988), ki je bila plesalka in pevka, ter sina Dejana (1993), ki se je kot mlajši ukvarjal z igralstvom, kasneje pa se je posvetil glasbi in nadaljeval očetovo pot.

## Diskografija
Solo albumi
- Poznajo me, da sem baraba (1993)
- Kaži na kraju nešto lijepoga (1999) (plošča je bila izdana tudi za hrvaško tržišče)
- Ustavi se (2000)
- Kje si našla tega kretena (2004)
- Kaj me briga (2005)

Solo kompilacije
- Največje uspešnice (1999)
- 17 največjih uspešnic (2005)
- 23 najbolj veselih (2007)
- Najlepše balade (2007)
- Za veselo družbo! (2013)

V duetu s Koradom Buzetijem
- Hej, Slovenija (1995)
- Mustafa (1996)
- Nocoj je ena luštna noč (1997)
- Za hec in veselje (1998)
- Saj ne more biti res (1999)
- Pa je šel tovariš Tito (2000)
- Čevapčiči (2001)
- Lažnivca (2002)
- Kam so šli vsi cigani (2007)
- Genij in bedak (2009)

Kompilacije v duetu s Koradom Buzetijem
- 24 največjih uspešnic (2001)
- 22 največjih uspešnic (Nepozabne uspešnice) (2004)
- Turbo veselica (2005)

Plošče z drugimi izvajalci
- Brendi in Mali korenjaki - Mali korenjaki (1995) (Monika Pučko, Lina in Patricia Kukovec, Nuša Mecilošek, Marina Roškarič, Nadja Stegne, Nina Prigl, Sergeja Sukič, Marina Roškarič, Tjaša Grah, Jasmina Mavrin, Maxim Vergan)
- Najlepše otroške pesmi (1999) (Hajdi Korošec, Moni- Simona Pučko, Lina in Patricija Kukovec, Nuša Mecilošek, Tina Vunjak)
- Brendijeve najlepše pesmi za otroke (2002) (Hajdi Korošec, Moni- Simana Pučko, Rok in Polona Petovar, Tina Vunjak)
- Brendi in Natalija Kolšek - Ukraden trenutek (2010)
- Brendiju v slovo (2011) (še neizdani posnetki Brendija, Korado Buzeti, Viktorija Petek, Natalija Kolšek, Hajdi Korošec, Majda Arh, Petovio, Boris Kopitar)[6]
- Dejan Vunjak in Brendijeve barabe - Brendijeve nepozabne (album Brendi - Nocoj zapojte prijatelji moji z dvema pesmima Dejana Vunjaka) (2012)